# Rocha Miranda
Rocha Miranda è un quartiere (bairro) della Zona Nord della città di Rio de Janeiro in Brasile.

## Amministrazione
Rocha Miranda fu istituito come bairro a sé stante il 23 luglio 1981 come parte della Regione Amministrativa XV - Madureira  del municipio di Rio de Janeiro.